# Семирамизия
Семирамизия (лат. Semiramisia) — род растений семейства Вересковые.

## Название рода
Род Семирамизия был назван в 1851 году Иоганном Фридрихом Клоцшем в честь Семирамиды, царицы Ассирии.

## Ареал
Semiramisia karsteniana встречается в Южной Америке в Венесуэле, а Semiramisia speciosa — в Эквадоре.

## Виды
По информации базы данных The Plant List, род включает 3 вида:
- Semiramisia karsteniana Klotzsch
- Semiramisia pulcherrima A.C.Sm.
- Semiramisia speciosa (Benth.) Klotzsch